# Animals (canción de Martin Garrix)
«Animals» (en español: «Animales») es un sencillo del DJ y productor holandés Martin Garrix. Fue lanzado el 17 de junio de 2013 por el sello Spinnin' Records, convirtiéndose en un éxito en varias partes de Europa, llegando al número uno de las listas del Reino Unido y Bélgica, como así también supo ocupar destacadas ubicaciones en las de Alemania, Suecia, España, Países Bajos y el Billboard Hot 100 de los Estados Unidos. Gracias a este sencillo, Garrix se consolidó como el artista más joven en llegar a la cima de los más vendidos en el portal Beatport.
Fue la primera pista instrumental en liderar la lista de sencillos del Reino Unido, desde abril de 1999 cuando en esa oportunidad ocupó esta condición «Flat Beat» de Mr. Oizo. El vídeo musical oficial de la canción está protagonizado por una banda de maleantes disfrazados con caretas de animales, llevan el ritmo en cada “golpe” que dan.
En 2023, a diez años de su lanzamiento, los derechos de la canción pasan a ser propiedad de STMPD RCRDS, sello discográfico de Garrix.

## Composición y lanzamiento
Antes de su lanzamiento, hubo muchas especulaciones sobre el verdadero creador de la pista, en la que se le atribuyeron a artistas como Hardwell, GTA, Sidney Samson y Bassjackers, antes de revelarse la verdadera identidad del autor. Algunos apuntaron al sello Spinnin' Records, de fomentar el misterio sobre esta producción con la ayuda de las redes sociales y así, incrementar su popularidad.
Según Garrix, la melodía fue tomada de una producción anterior, que compuso dos años atrás pero nunca fue lanzada, sin la parte de la pista que tiene el sonido "minimalista". Contiene elementos de "What It Is", una canción de hip hop producida por Pharrell Williams para el rapero Busta Rhymes. Garrix como cuenta en su biodocumental (?) para MTV : The Ride, él tenía el tema incompleto, una noche se da cuenta de que la melodía era pegajosa, decidió terminarla y al cabo de unos meses en Ultra Music Festival de 2013 Garrix conoció a Michael George de SB Project este se la enseñó a Scooter Braun y fue de ahí que llegó a ser lo que fue. Un éxito, Garrix estaba furioso porque quería que los fanes supieran de quien era la canción realmente, hasta que este lo reveló el 20 de mayo de 2013 en su cuenta de Twitter.

## Rendimiento comercial
El sencillo obtuvo un éxito inicial en festivales y lugares de música electrónica como el Ultra Korea, Tomorrowland, Governors Beach Club, Amsterdam Dance Event y Ultra Music Festival, por nombrar algunos. Posteriormente, subió al número uno en la tienda de música en línea, Beatport 100. En el período de agosto a octubre, la pista comenzó a escalar en las listas de éxitos de baile, así como en las listas de singles convencionales en toda Europa continental, llegando a la cima. en Ultratop 50 de Bélgica. En noviembre, el sencillo debutó en el número uno en la lista oficial de singles del Reino Unido, por delante de la dura competencia del sencillo de portada del anuncio navideño de John Lewis de Lily Allen en 2013 "Somewhere Only We Know" y la portada de Children in Need de 2013 de Ellie Goulding "How ¿Cuánto tiempo te amaré?". Garrix se convirtió en el segundo artista más joven en entrar en la cima de la lista de singles del Reino Unido con su sencillo debut detrás de "Because We Want To" de Billie en julio de 1998.
En los Estados Unidos, "Animals" fue la primera pista instrumental en alcanzar el top 40 en el Billboard Hot 100 desde "Millennium Mix" de Kenny G de "Auld Lang Syne" en 1999.
En junio de 2020, el video musical de la canción tiene más de 1.400 millones de visitas en YouTube.

## Lista de canciones
| Descarga digital |                          |          |  |
| N.º              | Título                   | Duración |  |
| 1.               | «Animals» (Original Mix) | 5:04     |  |
| 2.               | «Animals» (Radio Edit)   | 2:56     |  |

| EP (The Remixes, Pt. 1) |                                                             |          |  |
| N.º                     | Título                                                      | Duración |  |
| 1.                      | «Animals» (Oliver Heldens Remix)                            | 4:22     |  |
| 2.                      | «Animals» (Jay Ronko Remix)                                 | 4:13     |  |
| 3.                      | «Animals» (Victor Niglio & Martin Garrix Festival Trap Mix) | 3:18     |  |
| 4.                      | «Animals» (Botnek Edit)                                     | 4:20     |  |

| Reino Unido – Descarga digital (Remixes) |                                                             |          |  |
| N.º                                      | Título                                                      | Duración |  |
| 1.                                       | «Animals» (UK Radio Edit)                                   | 2:44     |  |
| 2.                                       | «Animals» (Grum Remix)                                      | 6:37     |  |
| 3.                                       | «Animals» (Victor Niglio & Martin Garrix Festival Trap Mix) | 3:18     |  |
| 4.                                       | «Animals» (Isaac Remix)                                     | 4:15     |  |

## Posicionamiento en listas y certificaciones
| Lista (2013–2014)                       | Mejor posición |
| --------------------------------------- | -------------- |
| Alemania (Offizielle Deutsche Charts)   | 4              |
| Australia (ARIA)                        | 29             |
| Austria (Ö3 Austria Top 40)             | 6              |
| Bélgica (Flandes) (Ultratop 50)         | 1              |
| Bélgica (Valonia) (Ultratop 50)         | 1              |
| Canadá (Hot 100)                        | 40             |
| Dinamarca (Tracklisten)                 | 12             |
| Escocia (Scottish Singles Top 40)       | 1              |
| Eslovaquia (Radio Top 100 Chart)        | 29             |
| España (Top 100 Canciones)              | 6              |
| España (Los 40 Principales)             | 4              |
| Estados Unidos (Billboard Hot 100)      | 21             |
| Estados Unidos (Hot Dance Club Songs)   | 1              |
| Estados Unidos (Dance/Electronic Songs) | 3              |
| Estados Unidos (Pop Songs)              | 12             |
| Europa (Euro Digital Songs)             | 3              |
| Finlandia (OFC)                         | 2              |
| Francia (SNEP)                          | 2              |
| Grecia (Billboard Digital Songs)        | 4              |
| Hungría (Single Top 20)                 | 5              |
| Irlanda (IRMA)                          | 3              |
| Italia (FIMI)                           | 14             |
| México (Billboard Mexican Airplay)      | 1              |
| Noruega (VG-lista)                      | 12             |
| Nueva Zelanda (Recorded Music NZ)       | 10             |
| Países Bajos (Dutch Top 40)             | 3              |
| Polonia (Polish Airplay Top 20)         | 16             |
| Portugal (Billboard Digital Songs)      | 9              |
| Reino Unido (UK Singles Chart)          | 1              |
| Reino Unido (UK Dance Chart)            | 1              |
| República Checa (Radio Top 100 Chart)   | 8              |
| Suecia (Sverigetopplistan)              | 4              |
| Suiza (Schweizer Hitparade)             | 2              |

| País           | Organismo certificador | Certificación | Ventas  |
| -------------- | ---------------------- | ------------- | ------- |
| Alemania       | BVMI                   | Platino       | 300 000 |
| Australia      | ARIA                   | Platino       | 70 000  |
| Bélgica        | BEA                    | Platino       | 30 000  |
| Canadá         | Music Canada           | 2× Platino    | 160 000 |
| Dinamarca      | IFPI Dinamarca         | Oro           | 15 000  |
| Estados Unidos | RIAA                   | 2× Platino    | 2 000   |
| Italia         | FIMI                   | 2× Platino    | 60 000  |
| Noruega        | IFPI Noruega           | 2× Platino    | 20 000  |
| Nueva Zelanda  | RIANZ                  | Oro           | 7 500   |
| Reino Unido    | BPI                    | Platino       | 600 000 |
| Suecia         | IFPI Suecia            | Platino       | 40 000  |

### Sucesión en listas
| Anterior: «Wake Me Up!» de Avicii «Vliegtuig» de Clouseau | Ultratop 50 flamenca — Sencillo Nro 1 17 de agosto de 2013 — 11 de octubre de 2013 19 de octubre de 2013 — 25 de octubre de 2013 | Siguiente: «Vliegtuig» de Clouseau «Talk Dirty» de Jason Derulo con 2 Chainz |
| Anterior: «Look Right Through» (MK Remix) de Storm Queen  | UK Singles Chart — Sencillo Nro 1 17 de noviembre de 2013 — 24 de noviembre de 2013                                              | Siguiente: «Somewhere Only We Know» de Lily Allen                            |
| Anterior: «Stay the Night» de Zedd con Hayley Williams    | Hot Dance Club Songs — Sencillo Nro 1 14 de diciembre de 2013 — 20 de diciembre de 2013                                          | Siguiente: «All Night» de Icona Pop                                          |